# Чамбарак
Чамбарак (на арменски: Ճամբարակ) е град, разположен в провинция Гегаркуник, Армения. Населението му през 2011 година е 5850 души.

## Население
- 1990 – 7234 души
- 2001 – 6198 души
- 2009 – 7375 души
- 2011 – 5850 души